# Stade Luigi-Muzi
Le stade Luigi-Muzi (en italien : Stadio Luigi Muzi) est un stade omnisports italien (servant principalement pour le football) situé à Ciconia, localité de la ville d'Orvieto, en Ombrie.
Le stade, doté de 2 500 places, sert d'enceinte à domicile à l'équipe de football de l'Orvietana Calcio.
Il porte le nom de Luigi Muzi, ancien président de l'Orvietana.